# فرهنگ یرموکی

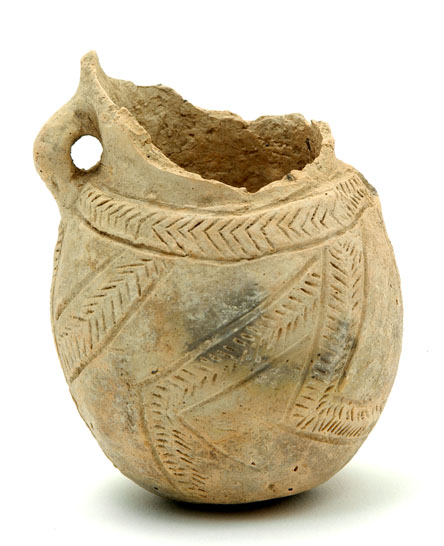
کوزه سفالی کشف شده در شعر هگولان

فرهنگ یَرموکی یک فرهنگ باستان‌شناختی مربوط به دوران نوسنگی در سرزمین شام است. یرموکی‌ها نخستین انسان‌هایی بودند که از سفال استفاده کردند. این فرهنگ غالباً پایان‌بخش دورهٔ نوسنگی پیش از سفال ب و آغازگر دورهٔ نوسنگی پسین محسوب می‌شود.
نام «یرموکی» از رود یرموک گرفته شده که در نزدیکی محوطهٔ شاخص این فرهنگ یعنی روستای شعر هگولان جریان دارد.

## تصاویر

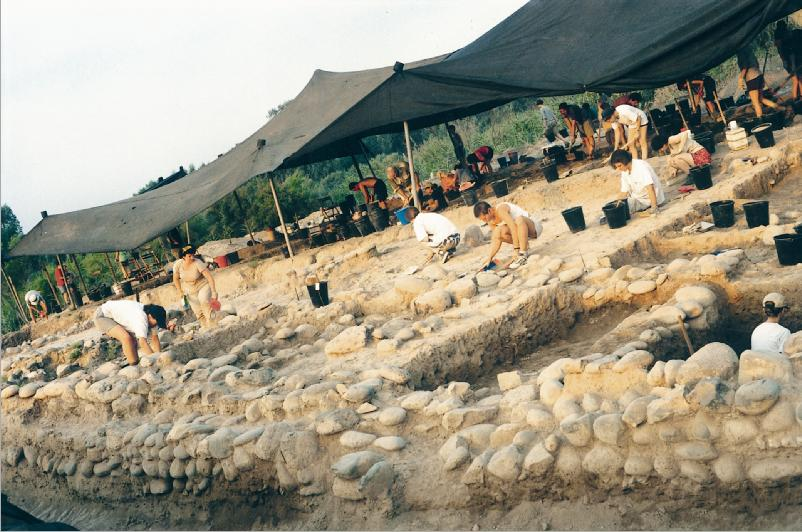
شعر هگولان،  حفاری در ۱۹۹۸
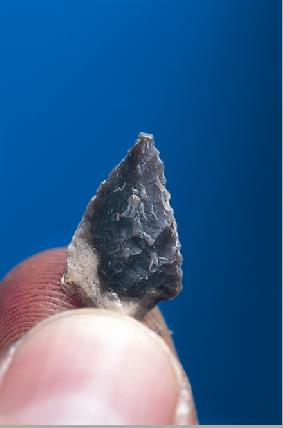
شعر هگولان،  سرتیرهای چخماقی
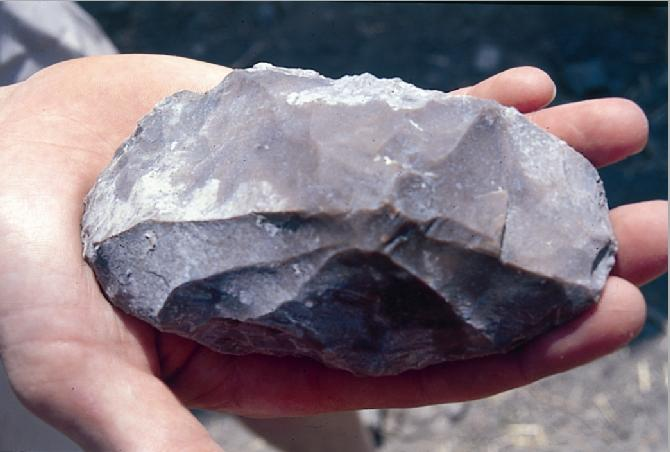
شعر هگولان،  تبر چخماقی
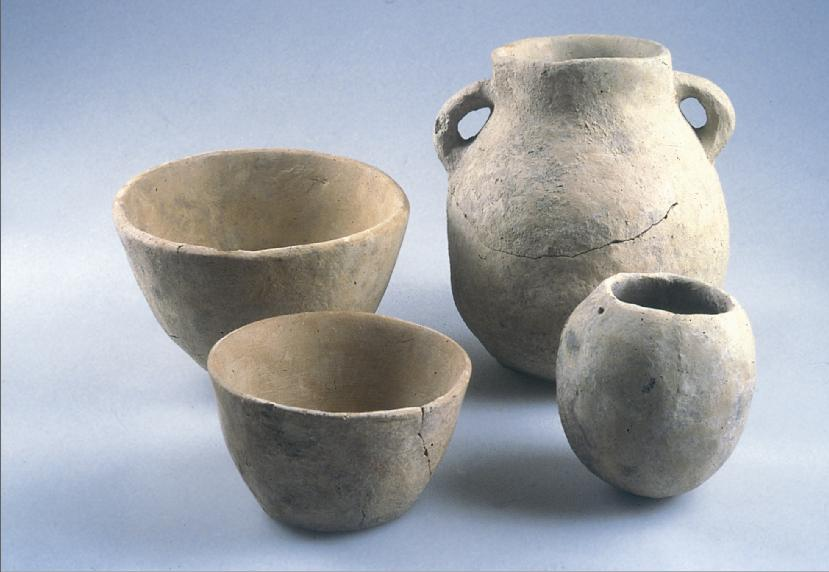
شعر هگولان،  سفال
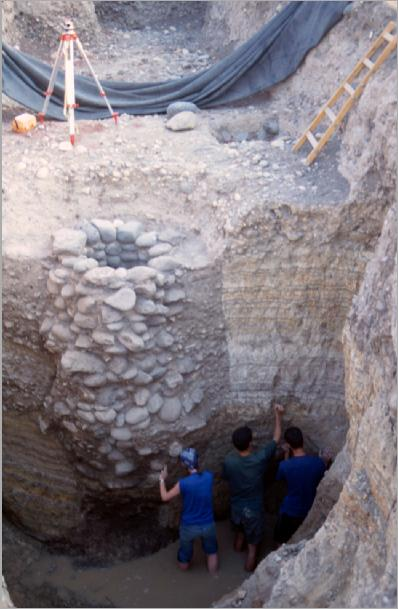
شعر هگولان،  چشمه آب
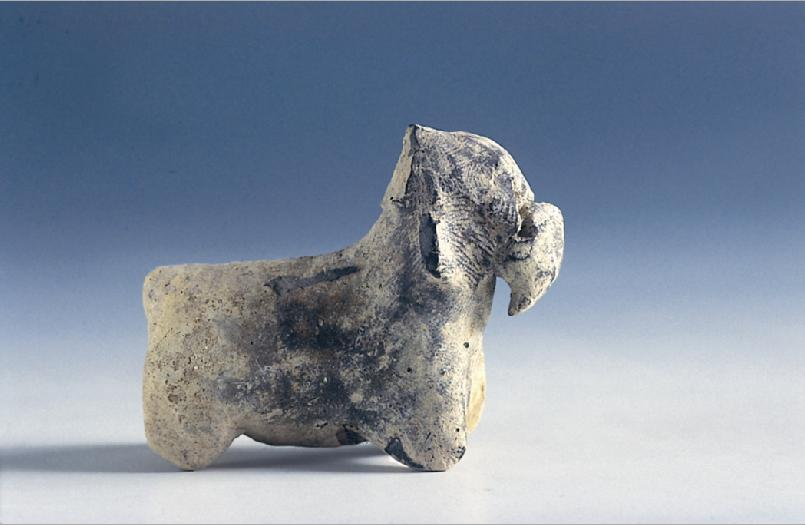
شعر هگولان،  تندیس حیوانی
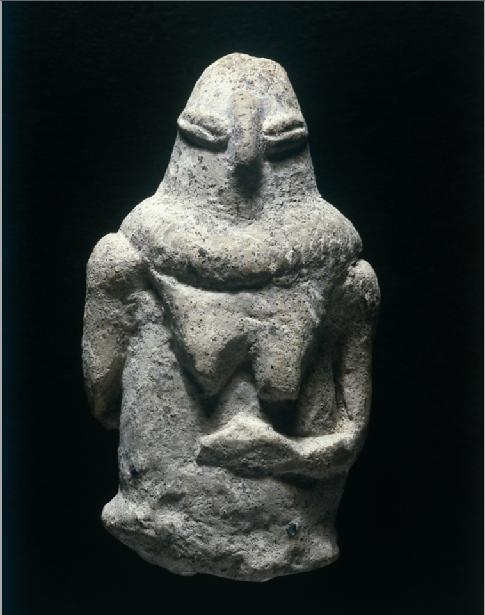
شعر هگولان،  تندیس گلی
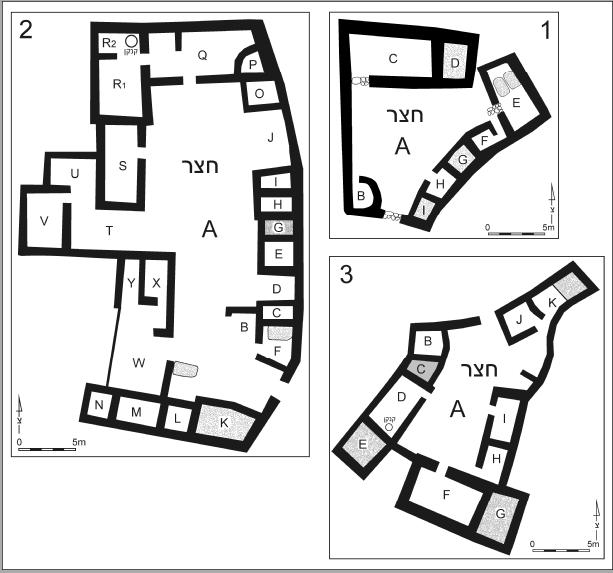
شعر هگولان،  خانه‌هایی با حیاط مرکزی